# Heijō-kyō
Heijō-kyō (平城京?) fue la capital de Japón durante gran parte de la era Nara, desde 710 hasta 740 y de 745 hasta 784. Estaba ubicado donde actualmente es la ciudad de Nara y fue establecido por la Emperatriz Genmei quien había trasladado la capital desde Fujiwara-kyō y fue construido de manera similar que la capital china de la Dinastía Tang, Chang'an, con una configuración de un tablero parecido al ajedrez y acorde a las leyes de la geomancia.

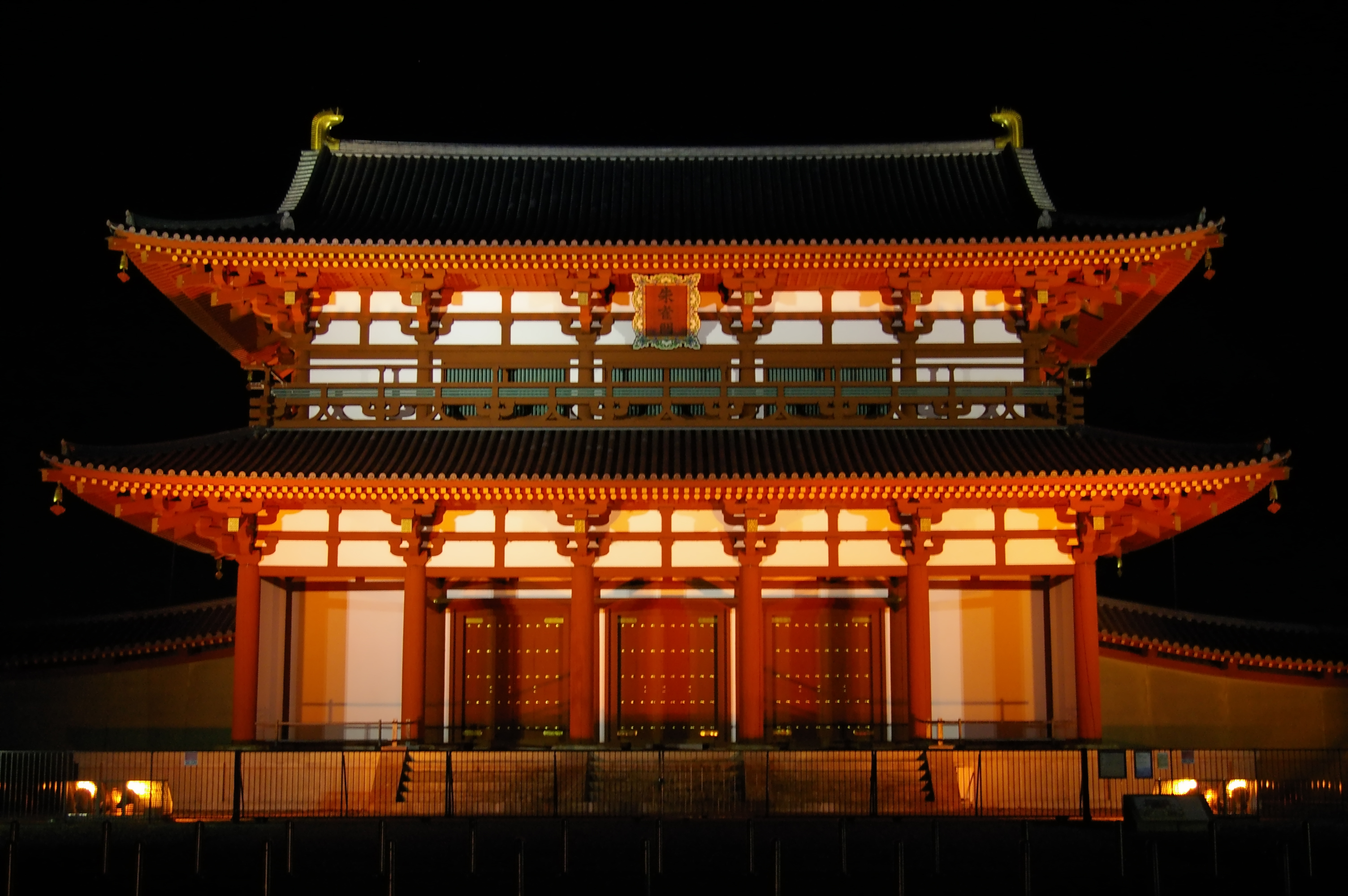
Puerta Suzakumon en Heijō-kyō.

El Palacio Heijō, donde era la residencia imperial, estaba situado en el extremo norte de la ciudad y estaba separado del resto de la ciudad por la puerta Suzakumon. Cuando la capital se trasladó a Heian-kyō (actual Kioto), la ciudad fue abandonada y se deterioraron las edificaciones, no obstante algunos sectores fueron redescubiertos en 1955 y se han restaurado algunas edificaciones tal es el caso del Suzakumon.
| Predecesor: Fujiwara-kyō      | Capital de Japón 710–740 | Sucesor: Kuni-kyō    |
| Predecesor: Palacio Shigaraki | Capital de Japón 745–784 | Sucesor: Nagaoka-kyō |

- Datos: Q862509
- Multimedia: Heijō-kyō / Q862509